# Furtipodia gemma
Furtipodia gemma is een krabbensoort uit de familie van de Parthenopidae. De wetenschappelijke naam van de soort is voor het eerst geldig gepubliceerd in 2003 door Tan & Ng.